# Inoue Masashige
Inoue Masashige est un nom japonais traditionnel ; le nom de famille (ou le nom d'école), Inoue, précède donc le prénom (ou le nom d'artiste).
Inoue Masashige (井上 政重, 1585 - 1661) est une importante figure du début de l'époque d'Edo du Japon. 

## Biographie
Inoue Masashige joue un rôle dans la persécution et l'élimination des chrétiens au Japon et il est commissaire à la Compagnie néerlandaise des Indes orientales dans la préfecture de Nagasaki.
Il est supposé avoir pris de l'importance en tant qu'amant du shogun Tokugawa Iemitsu, et il est certainement l'un des plus éminents homosexuels du début de l'histoire moderne du Japon[réf. nécessaire]. Lui et le shogun sont restés proches tout au long de leur vie, mais à la mort d'Iemitsu, Masashige n'a pas mis fin à se jours comme l'ont fait nombre des plus proches d'associés de Tokugawa.
À son poste de Grand Conseiller (ōmetsuke), Masashige eut de nombreuses rencontres avec la Compagnie néerlandaise des Indes orientales, dont les archives le mentionnent a de nombreuses reprises. Un des employés de la Société, Olof Eriksson Willman, un Suédois, rapporte que Masashige a essayé de coucher avec lui, mais affirme que lui, Willman, l'a repoussé.[réf. nécessaire]